# 麦克斯·布卢门塔尔
麦克斯·布卢门塔尔（Max Blumenthal，1977年12月18日—），美国调查记者、作家和網誌作者，“灰色地带”（The Grayzone）网站创始人、主编。

## 人物经历
他于1999年获宾夕法尼亚大学历史专业學士学位。
曾是《国家》、AlterNet、《野兽日报》、《黎巴嫩新闻报》(Al Akhbar)和美国媒体事务(Media Matters for America)的专栏作家，并为半岛电视台英语、《纽约时报》和《洛杉矶时报》撰稿。他是Type Media Center的研究员，也是俄罗斯卫星通讯社和今日俄罗斯电视台的定期撰稿人。

## 著作
布卢门塔尔写了四本书。他2009年出版的《共和党蛾摩拉》（Republican Gomorrah）登上了《洛杉矶时报》和《纽约时报》的畅销书名单。他2013年出版的《歌利亚》（Goliath）于次年获Lannan Literary Award。